# جو غوانغ جو
جو غوانغ جو (بالكورية: 조광조. ولد في 23 أغسطس 1482 (10 أغسطس قمرياً) ومات في 10 يناير 1520 (20 ديسمبر 1519 قمرياً))، ويعرف باسمه القلمي جونغام (정암)) هو عالم كونفشيوسي ومسؤول حكومي وإصلاحي في عهد الملك جنغجونغ ملك سلالة جوسون.
اتهم جو بالتحزب على يد فصيل هنغو الذي رفض إصلاحات جو، وانتهى به الأمر بشرب السم في مذبحة التطهير الثالثة. كان جو مثالاً للشهيد الكونفشيوسي ومجسداً لروح السونبي من الأجيال اللاحقة في كوريا. جو أيضاً أحد حكماء كوريا الثمانية عشر (بالكورية: 동방 18 현، وأيضاً: علماء الشرق الكونفشيوسيون الثمانية عشر) وينظر إليه كالعالم الأكبر (مُنميو باي هيانغ - 문묘배향).